# BR-280
La BR-280 es una carretera brasileña. Comienza en la ciudad de São Francisco do Sul y termina en la ciudad de Dionísio Cerqueira, en la frontera con Argentina. Su longitud total es de aproximadamente 634.1 km. 
Partiendo de São Francisco do Sul, cruza ciudades importantes en el extremo norte de Santa Catarina, como Joinville, Araquari, Guaramirim, Jaraguá do Sul, Corupá, São Bento do Sul, Rio Negrinho, Mafra, Canoinhas y Porto União hasta el estado de Paraná, en el que viaja al extremo sur de ese estado, cruzando otros municipios importantes como Pato Branco, Palmas, Francisco Beltrão y Clevelândia.
La carretera es muy importante en la región para el flujo de cultivos agrícolas y productos industrializados, especialmente al Puerto de São Francisco do Sul.
En el municipio de Mafra, la carretera alcanza una altitud de casi 1,000 metros sobre el nivel del mar.

## Duplicación
En abril de 2018, DNIT comenzó a trabajar en la duplicación de 74 km de BR-280, entre São Francisco do Sul y Jaraguá do Sul. El proyecto prevé un cambio en su ruta, que dejará de pasar por el perímetro urbano central de Jaraguá do Sul, volviendo a ser un solo carril cerca de la frontera de este municipio con Corupá.
En agosto de 2020, se entregará el primer tramo de carretera duplicado de 5,5 km.